# جانيت إي. سميث
جانيت إي. سميث (بالإنجليزية: Janet E. Smith)‏ هي ثيولوجية أمريكية، ولدت في 1950.